# John Shirley Wood
Pour les articles homonymes, voir John Wood et Wood.
John Shirley Wood (né le 11 janvier 1888 à Monticello dans l'Arkansas et mort le 2 juillet 1966 à Reno dans le Nevada) est un militaire américain qui fut major-général de l'armée des États-Unis.
Il participe à la Première et la Seconde Guerre mondiale où à la tête de la 4e division blindée américaine il participe à la libération de plusieurs villes en France dont  celles de  Rennes et de Nancy.
John S. Wood est considéré comme un proche du général George Patton, sous les ordres duquel il servira, et avec lequel il discute tactique et stratégie militaires.

## Biographie[1]
À l'université de l’Arkansas, où il est capitaine de l’équipe de football américain, John Shirley Wood fait de brillantes études de chimie.
En 1908, il entre à l’Académie militaire de West Point, où il brille particulièrement dans le domaine des sciences. Il est d'ailleurs surnommé "le Professeur" par ses camarades.
En 1912, il sort sous-lieutenant de l’École militaire et est affecté dans l’artillerie.
En 1917, il est envoyé en France comme commandant de l’artillerie de la 3e Division américaine. Il se trouve à Château-Thierry, puis à Langres (Haute-Marne), à l'école d’État-Major en compagnie de son ami le futur Général George S. Patton, école d'état major que les Français et Britanniques avaient organisée pour leurs collègues américains.
Devenu ensuite officier d'état-major au sein de la 90e Division, à Saint-Mihiel (Meuse), John S. Wood, en novembre 1918, peu de temps avant l’armistice, rejoint les États-Unis pour être nommé chef du 4e Bureau de la 18e Division qui est en cours de formation.
De 1929 à 1932, il revient en France pour suivre des cours à l’École supérieure de guerre à Paris, il fait alors un stage au 35e Régiment d’artillerie à Vannes, ville qu'il libèrera quinze ans plus tard.
En 1939, le lieutenant-colonel John S. Wood est chef d’État-Major de la 3e Armée à Atlanta. À la suite de l'attaque japonaise de la base navale américaine de Pearl Harbor, le 7 décembre 1941, les États-Unis entrent dans le conflit de la Seconde Guerre mondiale.
En 1942, il commande la 4e division blindée américaine qui est en train de se former dans l’État de New York.
En 1943, les troupes américaines sont transférées en Angleterre.
Le 6 juin 1944, le débarquement des Alliés en Normandie vient de commencer. La 4e division blindée de Wood, qui en a reçu le commandement en janvier 1944, intégrée à la 3e armée du général Patton, débarque du 14 au 16 juillet, sur la plage d'Omaha. Elle comprend 11 000 hommes et 263 tanks répartis en 3 régiments d'infanterie motorisés, une unité de génie, 3 unités d'artillerie, un régiment de blindés légers de reconnaissance, plus des services techniques, médicaux, transmission, police militaire, etc.
Le 31 juillet 1944, la 3e Armée avec en tête la 4e Division blindée du général Wood, après avoir libéré Coutances, perce les lignes allemandes pour s’emparer d’Avranches. Le général Patton donne alors l’ordre de foncer sur Rennes. La journée du lendemain les troupes franchissent Antrain, puis Saint-Aubin-d'Aubigné.
Arrivés, le même jour, à l’entrée nord de Rennes, à Maison-Blanche, dans le sud-est de la commune de Saint-Grégoire et malgré les avertissements donnés par des habitants, les chars américains se heurtent aux canons de 88 mm d'une batterie mixte allemande, située au nord de la ferme des Fontenelles. La 4e D.B. perd plusieurs dizaines d’hommes dans le combat. Le 3 août un combat a lieu dans le secteur des Gantelles. Une douzaine de ses chars est anéantie. 
Le 4 août, le 13e régiment d'infanterie détaché de la 8e division fait son entrée, sans coup férir, dans une ville de Rennes que l’arrière-garde allemande a fortement endommagée la nuit précédente, faisant sauter un certain nombre d’immeubles importants et surtout les principaux ponts sur la Vilaine.
Les troupes vont ensuite libérer, Vannes, Auray, Hennebont et Nantes avant de foncer vers l’est en passant par Orléans, Sens, Montargis, Troyes puis  libère Nancy.
John S. Wood est père de deux enfants dont l'un, John S. Wood Jr. sorti également de West Point, va traverser les lignes allemandes en Normandie pour servir d'officier de liaison auprès de la Résistance, dans le Morbihan, en particulier dans la région de Vannes, Auray et Quiberon.
Le général Wood est considéré comme le Rommel des forces blindées américaines, il est craint des Allemands qui le surnomme « Tiger Jack » (Jack le Tigre, Jack étant le diminutif de John).
En décembre 1944, il quitte sa division qui est la première à recevoir la décoration suprême, la « Presidential Unit Citation » et va superviser aux États-Unis la création de nouvelles unités blindées.
Après la Seconde Guerre mondiale, de 1946 à 1952, il effectue en Allemagne et en Autriche de nombreuses missions pour le compte des Comités internationaux de réfugiés.
Il participe ensuite à la reconstruction de la Corée d'après  guerre et exerce différentes missions à Tokyo et à Genève.

## Hommages
Plusieurs voies publiques de localités françaises qu'il a libérées portent son nom dont:
- Un square de Rennes,
- Une avenue de  Saint-Grégoire, au nord de Rennes, avenue située non loin de Maison Blanche où sa division livra d'intenses combats
- Une rue de Vannes
- Une place de Coutances
- Une allée de Nantes (son nom y est associé à celui de Patton).
- Un rond-point à  Troyes (son nom y est associé à celui du commandant West).

## Récompenses et distinctions
- Distinguished Service Cross
- Army Distinguished Service Medal
- Silver Star
- Bronze Star avec feuille de chêne
- Air Medal avec feuille de chêne
- Médaille interalliée 1914-1918
- World War II Victory Medal
- European-African-Middle Eastern Campaign Medal
- American Campaign Medal
- Army of Occupation of Germany Medal
- American Defense Service Medal
- Commendation Medal
- Croix de guerre 1939-1945
- Ordre national de la Légion d'honneur